# Gymnogobius taranetzi
Gymnogobius taranetzi is een straalvinnige vissensoort uit de familie van grondels (Gobiidae). De wetenschappelijke naam van de soort is voor het eerst geldig gepubliceerd in 1978 door Pinchuk.